# Herbert Armson
Herbert Armson (* 4. Quartal 1875 in Leek; † unbekannt) war ein englischer Fußballspieler.

## Karriere
Armson kam im Sommer 1899 vom Liverpooler Klub Ogden’s FC (möglicherweise bestand ein Zusammenhang mit der dort ansässigen, gleichnamigen Tabakfabrik) in die Football League Second Division zum FC Barnsley, in Liverpool soll er mehrfach in Benefizspielen gegen den FC Everton in Erscheinung getreten sein. Der Korrespondent der Sporting Life schrieb in der Saisonvorbereitung über den Neuzugang auf der Mittelstürmerposition: „man hat eine hohe Meinung von seinen Schussfertigkeiten und seiner Ballkontrolle.“ Bei seinem Debüt zum Auftakt der Zweitligasaison 1899/1900 gegen die Burton Swifts (Endstand 4:1) gelang Armson bereits nach acht Minuten der 1:0-Führungstreffer. Nach vier Spieltagen rückte er auf die Position des linken Halbstürmers, die Ergebnisse blieben aber durchwachsen und am Jahresende befand sich der Klub auf dem vorletzten Tabellenplatz. Letztmals wurde Armson am Neujahrstag 1900 von Trainer Arthur Fairclough aufgeboten, die Partie gegen Woolwich Arsenal wurde wegen Nebels eine halbe Stunde vor Spielende abgebrochen und ging nicht in offizielle Statistiken ein.
Armson hatte bis dahin zwei Tore in 13 Ligaeinsätzen erzielt, zudem hatte er zwei Spiele in den Qualifikationsrunden des FA Cups bestritten. Für das Reserveteam in der Midland League erzielte er in der Saison 1899/1900 zwei Treffer, letztmals im Januar 1900. Spätestens zum Saisonende verließ er Barnsley, im höherklassigen Fußball fand sich sein Name anschließend nicht mehr.